# Мухно
Мухно (бел. Мухна) — озеро в Лепельском районе Витебской области в бассейне реки Улла (приток Западной Двины).
Площадь поверхности озера 0,58 км², длина 1,96 км, наибольшая ширина 0,62 км. Наибольшая глубина Мухно достигает 20 м. Длина береговой линии 7,9 км, площадь водосбора — 8,28 км², объём воды 4,5 млн м³.
Озеро расположено в 12 км к северо-востоку от города Лепель. Находится в лесном массиве, неподалёку находятся населённые пункты Боровка 1-я и Бор, но непосредственно к озеру они не выходят. В Мухно впадает протока из озера Волосно. Сток из озера проходит через цепочку озёр, соединённых протоками — Уклейно, Бобрица, Люкшино. Протока из последнего впадает в реку Берёзовка, приток Уллы.
Озеро Мухно имеет сложную форму, берега сильно изрезаны. Озеро поделено полуостровами на несколько плёсов.
Склоны котловины высотой 15-20 м, покрыты сосновым лесом. Берега низкие, песчаные или торфянистые, поросли водно-болотной растительностью. Мелководье песчаное, глубже дно выстлано сапропелем. Зарастает слабо.